# Каляев, Игорь Анатольевич
И́горь Анато́льевич Каля́ев (род. 8 ноября 1958, Таганрог) — российский учёный, специалист в области многопроцессорных вычислительных и управляющих систем. Академик РАН (2016), доктор технических наук, профессор. Бывший директор НИИ многопроцессорных вычислительных систем им. академика А. В. Каляева, научный руководитель направления ЮФУ.

## Биография
В 1980 году окончил Таганрогский радиотехнический институт.
Возглавляет одну из ведущих научно-педагогических школ РФ «Многопроцессорные вычислительные, интеллектуальные и информационно-управляющие системы». Является научным руководителем ряда работ в области многопроцессорных вычислительных и управляющих систем с реконфигурируемой архитектурой, в рамках которых был создан ряд вычислительных систем сверхвысокой производительности, а также высоконадёжные многопроцессорные управляющие комплексы, такие как система управления космической платформой «Аргус» и вычислительный комплекс УВК-320, управляющий перезагрузкой машины атомного реактора ВВЭР-1000.
Игорь Каляев является членом Научного совета РАН по теории управляемых процессов и автоматизации, членом президиума Южного научного центра РАН, членом Российского фонда фундаментальных исследований, членом национального комитета Международной федерации по автоматическому управлению (IFAC), постоянным председателем программных комитетов ежегодных международных НТК и молодёжных научных школ, главным редактором журнала «Вестник компьютерных и информационных технологий», членом редколлегий ряда ведущих отечественных и зарубежных журналов, председателем Совета по защите диссертаций на ученые степени кандидатов и докторов наук.
Является заведующим базовой кафедрой Южного научного центра РАН «Интеллектуальные и многопроцессорные системы» при ЮФУ.

## Награды, премии, почётные звания
- Премия Правительства Российской Федерации в области образования (2022)
- Премия Правительства Российской Федерации в области науки и техники (2016)
- Премия Правительства Российской Федерации за 2008 год в области науки и техники (10 марта 2009) — за создание и внедрение высокопроизводительных вычислительных систем с реконфигурируемой архитектурой
- Премия имени А. А. Расплетина (совместно с И. И. Левиным, Е. А. Семерниковым, за 2009) — за цикл работ «Теоретические и практические основы создания реконфигурируемых мультиконвейерных вычислительных структур для цифровой обработки сигналов и изображений в радиотехнических системах автоматизированного управления»
- Заслуженный деятель науки Российской Федерации (2007)[2]
- Государственная премия Российской Федерации в области науки и технологий
- Орден Почёта (5 февраля 2024 года) — за большой вклад в развитие отечественной науки, многолетнюю плодотворную деятельность и в связи с 300-летием со дня основания Российской академии наук[3]

## Семья
- Каляев, Анатолий Васильевич (1922—2004) — отец, российский учёный, академик Российской академии наук, академик Международной академии наук высшей школы, академик Международной академии информатизации, заслуженный деятель науки и техники РСФСР, Герой Социалистического Труда, почётный гражданин г. Таганрога[4].